# (802) Epiaxa
(802) Epiaxa es un asteroide perteneciente al cinturón de asteroides descubierto el 20 de marzo de 1915 por Maximilian Franz Wolf desde el observatorio de Heidelberg-Königstuhl, Alemania.
Está nombrado en honor de Epiaxa, una reina de Cilicia.

## Características orbitales
Epiaxa forma parte de la familia asteroidal de Flora.